# سام براذرتون
سام براذرتون (بالإنجليزية: Samuel Brotherton)‏ هو لاعب كرة قدم نيوزيلندي في مركز الدفاع، ولد في 29 أكتوبر 1996 في أوكلاند في نيوزيلندا. شارك مع منتخب نيوزيلندا تحت 20 سنة لكرة القدم ومنتخب نيوزيلندا لكرة القدم. أما مع النوادي، فقد لعب مع نادي سندرلاند ونادي شمال كارولاينا.

## وصلات خارجية
- سام براذرتون على موقع الاتحاد الدولي (مؤرشف)  (الإنجليزية)
- سام براذرتون على موقع قاعدة بيانات كرة القدم.إي يو (الإنجليزية)
- سام براذرتون على موقع ناشيونال فوتبول تيمز (الإنجليزية)
- سام براذرتون على موقع Soccerway.com (الإنجليزية)